# Gohia parisolata
Gohia parisolata là một loài nhện trong họ Toxopidae.
Loài này thuộc chi Gohia. Gohia parisolata được miêu tả năm 1970 bởi Raymond Robert Forster.